# أفونينو (مقاطعة نيجني نوفغورود)
أفونينو (بالروسية: Афонино) هي مدينة في مقاطعة نيجني نوفغورود أوبلاست في روسيا.